# تغن (درونغر)
تغن (بالفارسية: تگن) هي قرية تقع في إيران في قسم درونغر الريفي. يقدر عدد سكانها بـ 168 نسمة بحسب إحصاء 2016.